# Antoine Clesse

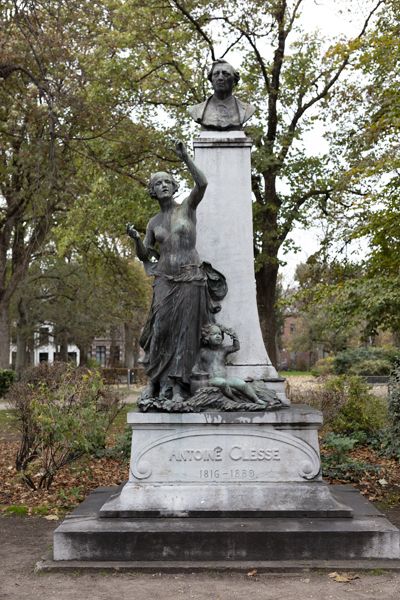
Antoine Clesse (Mons)

Antoine Clesse, född 30 maj 1816, död 9 mars 1889, var en belgisk poet och vissamlare.
Clesser utgav flera samlingar patriotiska och moraliska visor, som fick en bred popularitet. Bland hans främsta verk märks hans Chansons, utgivna 1845-1848.